# Keurvorstendom Keulen
Het keurvorstendom Keulen of Keur-Keulen, officieel Aartssticht en Keurvorstendom Keulen (Duits: Kurfürstentum Köln of Kurköln, officieel Erzstift und Kurfürstentum Köln) was een keurvorstendom van het Heilige Roomse Rijk. Het grondgebied was gelegen op de linkeroever van rivier de Rijn en strekte zich uit tot het Sauerland met het vest Recklinghausen en het hertogdom Westfalen. Deze gebieden hadden in hoge mate zelfbestuur en privileges.
Het grensde aan de toenmalige hertogdommen Berg, Gulik, Gelre en Kleef. Het vorstendom bestond uit het wereldlijke machtsgebied van de aartsbisschop van Keulen, die ook een van de Duitse keurvorsten was. Het gebied was kleiner dan het aartsbisdom Keulen binnen de rooms-katholieke kerkorganisatie.
Als sticht hoorde het met het keurvorstendom Trier en het keurvorstendom Mainz tot de drie geestelijke keurvorstendommen. De stad Keulen maakte zich geleidelijk los van de wereldlijke macht van de bisschop en werd de vrije rijksstad Keulen. Van dan af was Keur-Keulen met als hoofdplaats Bonn dus een bestuurlijk gebied zonder de stad Keulen.
Vanaf 1512 behoorde het tot de Keur-Rijnse Kreits. De kerngebieden lagen links van de Rijn tussen Andernach en Rheinberg. Het gebied ten zuiden van de stad Keulen was het Oversticht, terwijl het gebied ten noorden van Keulen het Nedersticht was.
De residentie was sinds 1597 de stad Bonn.

## Ontstaan van het bestuurlijk gebied
In 953 droeg keizer Otto I aan zijn broer Bruno het aartsbisdom Keulen en het hertogdom Lotharingen over. Op de linker Rijnoever werd een strook land van 25 km breed en 100 km lang de basis van het vorstendom. Daartoe behoorde Andernach (in 1167 uit Rijksgoed verworven), en op de rechter Rijnoever: Deutz, Linz, Altenwied en Godesberg. In 1028 kreeg de aartsbisschop het recht de koning te zalven en te kronen in Aken bij de troonsbestijging. In 1031 werden de aartsbisschoppen rijkskanselier in het koninkrijk Italië, dat deel uitmaakte van het Heilige Roomse Rijk.
Bij de afzetting van hertog Hendrik de Leeuw van Saksen en Beieren in 1180 kreeg de aartsbisschop een deel van het oude hertogdom Saksen, onder de titels hertog van Westfalen en hertog van Engern (overeenkomend met West-Saksen en Midden-Saksen).
De machtspositie in Westfalen werd in 1368 versterkt middels de aankoop van het graafschap Arnsberg. Omstreeks 1230 werd het Vest Recklinghausen verworven. Toen in de dertiende eeuw het college van keurvorsten ontstond, maakte de aartsbisschop daar direct deel van uit.

## Verdere bestuurlijke ontwikkeling
In de slag bij Woeringen (1288) maakten hertog Jan I van Brabant en graaf Arnold V van Loon, samen met de stedelingen van Keulen een eind aan de macht van het keurvorstendom Keulen in de regio. De stad Keulen werd als vrije rijksstad onafhankelijk van het keurvorstendom.
In 1314 werd het graafschap Hülchrath verworven en in 1388 het land Linn. De Soester Twist (1444-1449) met het hertogdom Kleef bracht daarentegen weer een fors verlies: de steden Soest en Xanten gingen verloren. 
Tijdens de Reformatie bleef het keurvorstendom katholiek, ondanks een poging de Reformatie in te voeren. Sinds 1525 was Bonn de hoofdstad.

## Einde van het keurvorstendom
De Franse annexatie van de linker Rijnoever in 1797/1801 leidde het eind van het keurvorstendom in. De keurstaat Keulen ging op in de Cisrheniaanse republiek. In de Reichsdeputationshauptschluss van 25 februari 1803 werd de rest van het keurvorstendom als volgt verdeeld;
- Paragraaf 3 wees het graafschap Recklinghausen aan het hertogdom Arenberg toe.
- Paragraaf 7 wees het hertogdom Westfalen met Volkmarsen aan het landgraafschap Hessen-Darmstadt toe.
- Paragraaf 12 wees de rest van het keurvorstendom met uitzondering van de ambten Altwied en Neunburg, aan Nassau-Usingen toe.
- Paragraaf 21 wees de ambten Neuburg en Altwied aan Wied-Runkel toe.

Na de Franse nederlagen wees het Congres van Wenen in 1815 het gedeelte van het voormalige keurvorstendom op de linker Rijnoever aan het koninkrijk Pruisen toe. Ook het hertogdom Westfalen en de vesting Recklinghausen werden toen bij Pruisen gevoegd.